# Dora Grozer
Dora Grozer (ur. 21 listopada 1995 w Duisburgu) – niemiecka siatkarka, grająca na pozycji przyjmującej.
Dora pochodzi z węgiersko-niemieckiej rodziny. Jej babcia i rodzice uprawiali siatkówkę, zarówno ojciec Georg Grozer. Również bracia Georg i Tim.
Jej chłopakiem jest siatkarz Jan Zimmermann.

## Sukcesy klubowe
Liga szwajcarska:
- 2019

Liga niemiecka:
- 2021

## Sukcesy reprezentacyjne
Volley Masters Montreux:
- 2017